# Enric d'Orleans (comte de París)
Enric d'Orleans (Le Nouvion-en-Thiérache, França, 5 de juliol de 1908 - Chérisy, 19 de juny de 1999) fou comte de París i cap de la casa d'Orleans des de l'any 1940 i fins a la seva mort. Conegut amb el títol orleanista de comte de París es convertí amb la seva muller, Isabel del Brasil, un habitual de les pàgines de la premsa rosa europea.

## Biografia
Nascut el dia l'any 1908 al castell de Le Nouvion-en-Thiérache al departament d'Aisne a França essent fill del príncep Joan d'Orleans i de la princesa Elisabet d'Orleans. Els seus avis eren, per via paterna, el príncep Robert d'Orleans, duc de Chartres, i la princesa Francesca d'Orleans mentre que per via materna ho era el príncep Felip d'Orleans i la princesa Maria Isabel d'Orleans.
El comte de París cresqué a Larache on el seu pare, el duc de Guisa, posseïa una important finca familiar. Posteriorment estudià a la prestigiosa Universitat de Lovaina. L'any 1939 declinà ingressar a l'exèrcit anglès i al francès i s'allistà a la Legió estrangera.
Casat l'any 1931 amb la princesa Isabel del Brasil, filla del príncep Pere del Brasil i l'aristòcrata bohèmia, comtessa Elisabet Dobrzensky de Dobrzenicz. La parella tingué onze fills: 
- SAR la princesa Isabel d'Orleans nascuda el 1932 a Manoir d'Anjou a Bèlgica. L'any 1964 es casà amb el comte Frederic Carles de Schönborn-Buchheim.
- SAR el comte Enric d'Orleans nascut el 1933 a Manoir d'Anjou a Bèlgica. Es casà amb la princesa Maria Teresa de Württemberg de la qual es divorcià i es tornà a casar amb Micaela Cousino.
- SAR la princesa Helena d'Orleans nascuda el 1934 a Manoir d'Anjou a Bèlgica. Es casà amb el comte Eduard de Limburg-Stirum el 1957.
- SAR el príncep Francesc d'Orleans nascut el 1935 a Manoir d'Anjou a Bèlgica i mort en acte de guerra a Algèria el 1960.
- SAR la princesa Anna d'Orleans nascuda el 1938 a Manoir d'Anjou a Bèlgica. Es casà el 1964 amb el príncep Carles de Borbó-Dues Sicílies.
- SAR la princesa Diana d'Orleans nascuda a Petrópolis al Brasil el 1940. Es casà amb el duc Carles de Württemberg el 1960.
- SAR el príncep Miquel d'Orleans nascut el 1941 a Rabat. Es casà amb l'aristòcrata francesa Béatrice Pasquier de Franclieu.
- SAR el príncep Jaume d'Orleans nat el 1941 a Rabat i es casà el 1969 amb Gersende de Sabran-Pontevès.
- SAR la princesa Clàudia d'Orleans nascuda el 1943 a Larache al Marroc. Es casà amb el príncep Amadeu de Savoia-Aosta el 1964 a Sintra a Portugal. Es tornà a casar a Haití amb el ciutadà italià Arnaldo La Cagnina del qual també es divorcià.
- SAR la princesa Xantal d'Orleans nascuda a Pamplona el 1946. Es casà amb el baró François Xavier de Sambucy de Sorgue l'any 1972.
- SAR el príncep Thibaut d'Orleans nascut el 1948 a Sintra i mort el 1983 a la República Centreafricana. Es casà amb Marion Gordon-Orr.

Al llarg de la seva vida va perdre l'enorme fortuna de la casa dels Orleans: es vengué les finques de Larache i les que la família posseïa a Bèlgica, s'hagueren de subhastar les joies, mobles i pintures de la família, i moltes altres propietats repartides per tot França foren malvenudes per pal·liar els deutes contrets pels comtes. A més a més, gran part d'aquesta fortuna, valora en 60 milions d'euros, serví per mantenir aventures extramatrimonials del comte de París la qual cosa li valgué el divorci l'any 1986 i una querella que l'enfrontà amb cinc dels seus fills els quals ell desheretà.
L'any 1986 retirà el títol de delfí de França i el comtat de Clermont al seu fill hereu com a conseqüència d'haver contret matrimoni morganàtic fora de l'Església catòlica. També eliminà els drets dinàstics dels seus fills, els prínceps Miquel i Thibaut d'Orleans per haver-se casat morganàticament. Posteriorment restaurà els drets del príncep hereu i aquest feu el mateix amb els drets de Miquel i Thibaut.
Morí d'un càncer de pròstata l'any 1999 i és enterrat a la Capella Reial de Dreux.